# Helle for Helene
Helle for Helene er en dansk film fra 1959, instrueret af Gabriel Axel og skrevet af Børge Müller.

## Medvirkende
- Birgitte Price
- Poul Reichhardt
- Preben Mahrt
- Kjeld Petersen
- Randi Michelsen
- Hans W. Petersen
- Agnes Rehni
- Ellen Margrethe Stein
- Valdemar Skjerning
- Arne Weel
- Svend Bille
- Poul Thomsen
- Valsø Holm
- Carl Ottosen
- Knud Hallest
- Jytte Abildstrøm
- Bjørn Spiro

## Eksterne links
- Helle for Helene på Internet Movie Database (engelsk)
- Helle for Helene på Filmdatabasen
- Helle for Helene på danskefilm.dk
- Helle for Helene på danskfilmogtv.dk
- Helle for Helene i Svensk Filmdatabas (svensk)
- Helle for Helene på The Movie Database (engelsk)